# Vardagsrasism
Vardagsrasism är ett begrepp inom rasismforskningen, och handlar om sociala praktiker och tankescheman som omfattas av en större grupp än den öppet rasistiska. Enligt Siegfried Jäger måste tre faktorer föreligga för att beskriva ett beteendemönster som vardagsrasism: (1) I vardagsrasismen konstrueras ett "vi" och ur denna position bildas en uppfattning om de annorlunda, som avviker från "vår" normalitet. (2) Denna upplevelse av en skillnad mellan "vi" och "de" uttalas eller praktiseras på något sätt. (3) Detta får till följd att de som kategoriseras som annorlunda blir uteslutna.
Andra sidan av begreppet är de upplevelser av rasistiska mönster som människor kan ha i sin vardag. Dessa upplevelser kan gälla rasdiskriminering som relateras till en makrostrukturell kontext där ojämlikheter i maktrelationer representeras inom eller mellan grupper, eller nationalstater som konstruerar "raser" och rasregelsystem, som tar sig uttryck i etniska och rasmässiga sociala ordningar på basis av kompetens, kultur och framsteg (social, vetenskaplig, materiell och så vidare).
Begreppet vardagsrasism anses inte kunna reduceras till extrema uttryck såsom rasistiskt våld av fysisk karaktär och anses heller inte vara en abstrakt process utanför en individs kontroll eller påverkan. Forskaren Philomena Essed menar att vardagsrasismen lever genom vanliga och triviala praktiker, de små "orättvisor som förekommer så ofta att de nästan tas för givna – gnagande, irriterande, utmattande, till synes små orättvisor som man till slut börjar förvänta sig". Denna process anses upprätthålla den strukturella rasismens dagordning. Enligt forskarna Paulina de los Reyes, Masoud Kamali och Ulrika Schmauch är det i vardagen som rasistiska föreställningar reproduceras och förändras, varför det utan vardagsrasism inte kan existera någon strukturell rasism.

### Notförteckningar
1. ↑  Siegfried Jäger Entstehung von Fremdenfeindlichkeit : die Verantwortung von Politik und Medien. - T. 1, insbesondere dort "Alltäglicher Rassismus", sowie Literatur
2. 1 2  de los Reyes & Kamali 2005.
3. ↑  de los Reyes & Kamali 2005, s. 72.
4. ↑  Schmauch 2006.

### Källförteckningar
- de los Reyes, Paulina; Kamali, Masoud (2005). Bortom vi och dom: Teoretiska reflektioner om makt, integration och strukturell diskriminering (SOU 2005:41). Stockholm: Statsrådsberedningen. Libris 9894123. ISBN 91-38-22353-8
- Schmauch, Ulrika (2006). Den osynliga vardagsrasismens realitet. Umeå: Sociologiska institutionen, Umeå universitet. Libris 10125009. ISBN 91-7264-044-8. http://umu.diva-portal.org/smash/get/diva2:144346/FULLTEXT01